# 2013 FD28
2013 FD28, também escrito como 2013 FD28, é um objeto transnetuniano (TNO) que está localizado no cinturão de Kuiper, uma região do Sistema Solar. Este corpo celeste é classificado como um provável plutino, pois, o mesmo está em uma ressonância orbital de 2:3 com o planeta Netuno. O mesmo possui uma magnitude absoluta de 6,2 e tem um diâmetro com cerca de 253 km. O astrônomo Mike Brown liste este corpo celeste em sua página na internet como um candidato a possível planeta anão.

## Descoberta
2013 FD28 foi descoberto no dia 17 de março de 2013 pelos astrônomos S. S. Sheppard e C. A. Trujillo.

## Órbita
A órbita de 2013 FD28 tem uma excentricidade de 0,173 e possui um semieixo maior de 39,714 UA. O seu periélio leva o mesmo a uma distância de 32,847 UA em relação ao Sol e seu afélio a 46,580 UA.